# デイゴヒメコバチ
デイゴヒメコバチ (Quadrastichus erythrinae) はヒメコバチ科のハチの一種。

## 概要

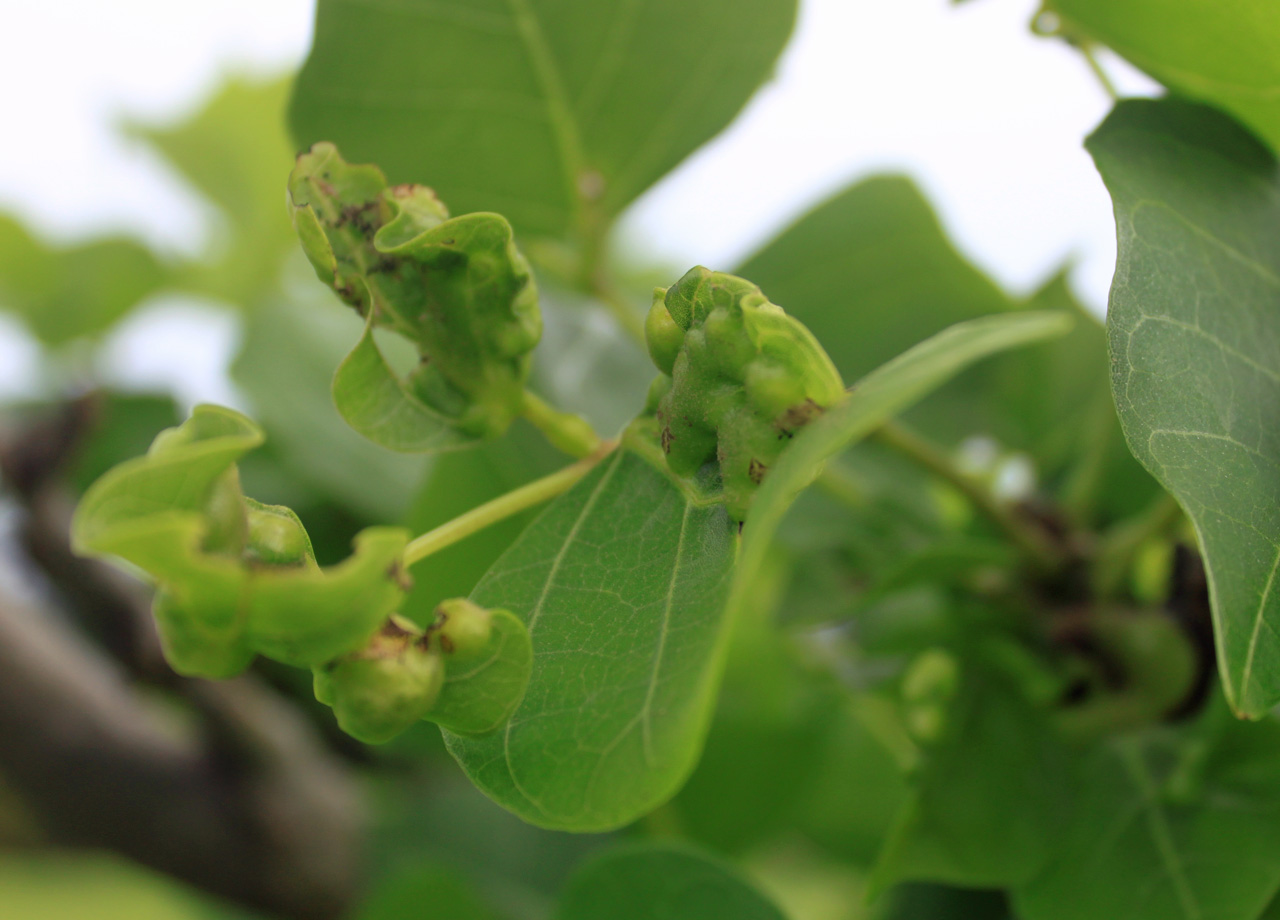
デイゴの葉にできたデイゴヒメコバチの虫こぶ

2004年に、シンガポールで発見された。タイプ標本（ホロタイプ）はシンガポールでナガハデイゴ上で発見されたメスである。その他のタイプ標本（パラタイプ）は、モーリシャスやレユニオンから採集されている。
デイゴ属Erythrina植物に寄生する。
ヒメコバチ科の昆虫は世界中に約3900種分布しているが、そのほとんどは他の昆虫類に寄生する。デイゴヒメコバチが属するQuadrastichus属も同様にタマバエ科、ハモグリバエ科、ミバエ科、タマバチ科、タマムシ科、ゾウムシ科など多種多様な昆虫類に寄生するが、デイゴヒメコバチは現在確認されている中ではこの属で唯一、自身で植物に寄生し虫こぶを形成するヒメコバチである。

## 分布
本来の分布地は何処であるかはまだ知られていないが、アフリカ南部のデイゴ類上で同様の虫こぶが確認されていることや、この種に特異的に寄生する寄生蜂がアフリカで採集されていることなどから、アフリカであると考えられている。
日本（南西諸島）、シンガポール、タイ、フィリピン、ベトナム、台湾、中国（香港）、インド、サモア、モーリシャス、フランス（レユニオン）、アメリカ合衆国（フロリダ州、ハワイ州、グアム）などの世界各国の熱帯・亜熱帯地域に侵入し、デイゴ属(Erythrina)植物に被害を与えている。

## 形態
体長はオスで1.0-1.15ミリメートル、メスで1.45-1.6ミリメートル。メスはほぼ全身が濃褐色で、目を除く頭部、胸部などが黄色。オスはメスの濃褐色の部分がより淡く、特にメスの黄色の部分は白色から淡い黄色をしている。性比はオス対メスが7対1程度である。

## 生態

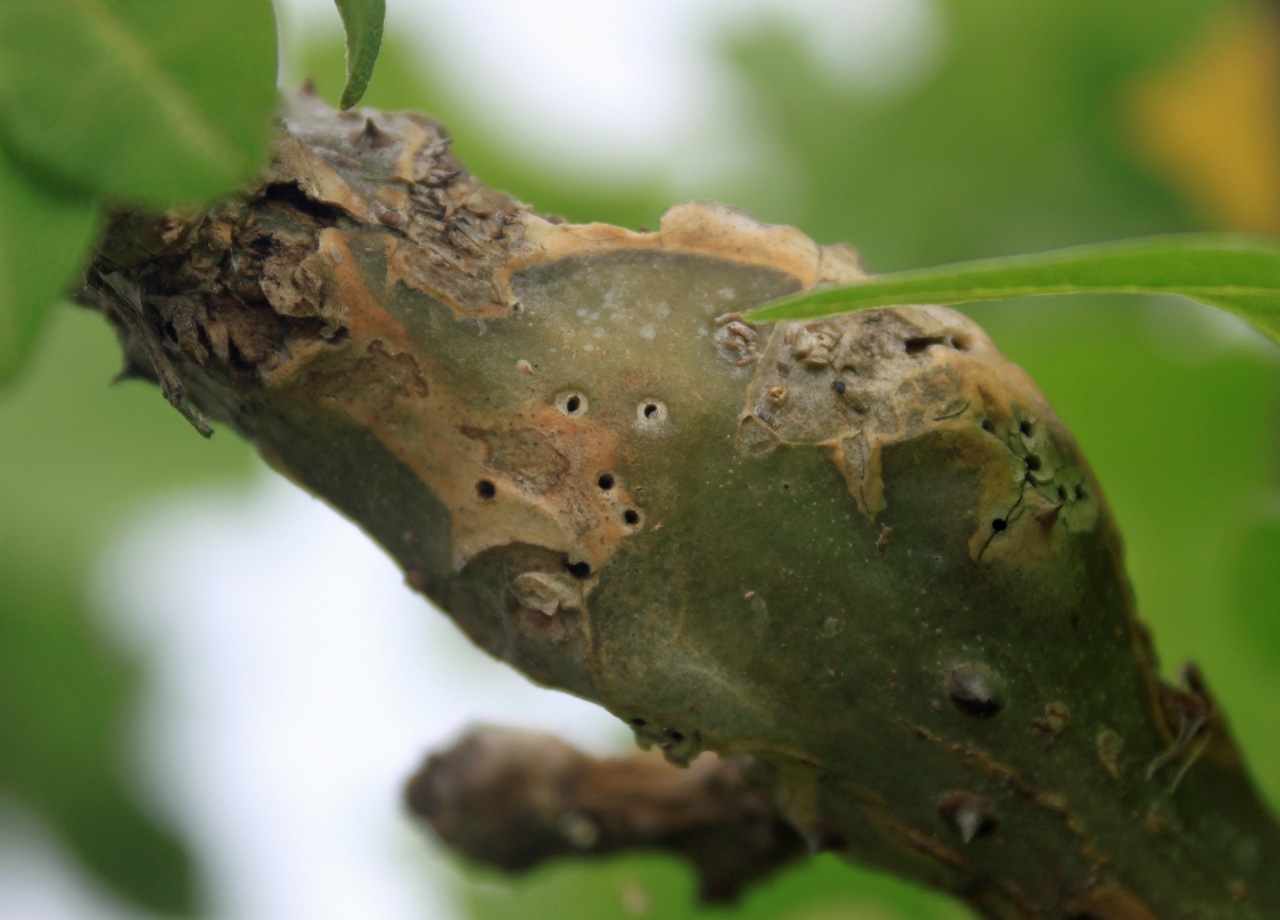
デイゴヒメコバチが羽化し、デイゴから脱出したあとに残る穴

デイゴヒメコバチのメスは、羽化1日目ですでに約60個の卵を保有しており、生涯では約320個の卵を保有し、デイゴ属の若い葉や茎に卵を産卵する。孵化した幼虫は虫こぶを形成し、その中で成長し約20日で成虫となる。多数のデイゴヒメコバチに寄生された寄主は葉や枝の成長が遅くなり、場合によっては枯死に至る。成虫の寿命は3-10日である。

## 外来種問題
発見されて以降、世界中の熱帯、亜熱帯地域において移入が確認され、デイゴ属植物に深刻な被害を与えている。

### 日本
2004年に行われたデイゴ類に発生するメイガ類の調査時には、デイゴヒメコバチの被害は確認されなかった。しかし、2005年5月に沖縄県石垣島でデイゴに多数の虫こぶが確認された。その後、沖縄本島などでも同様の症状が確認され、これらの虫こぶの解剖や飼育を行った結果、これらの虫こぶからデイゴヒメコバチが発生するのが確認された。石垣島や沖縄本島以外でも、これに続いた調査で波照間島、西表島、宮古島、久米島、竹富島などでデイゴヒメコバチが確認され、2006年には前年には確認されなかった鹿児島県奄美大島、徳之島で確認された。徳之島では街路樹として使われているアメリカデイゴでもデイゴヒメコバチの寄生が確認され、同様に街路樹として使用している鹿児島県の本土や宮崎県などにおいても、移入による被害が懸念されている。
沖縄県那覇市や石垣市などで、樹木に注入することで害虫の発生を抑える農薬、アトラック液剤を使用した防除が試みられている。デイゴ類にアトラック液剤を使用すると、デイゴヒメコバチの産卵は防ぐことはできないが孵化した幼虫を駆除し、予防的な効果を発し、デイゴ類への新しい虫こぶの発生が最小限に抑えられる。しかし、このような樹木注入薬は、薬剤1本につき2000円前後かかるとされ、1本のデイゴ類の成木に対して10数本使用することから多大な費用が掛かり、各島内での全デイゴ類への対処には至っていない。一方で薬剤の注入が完了したデイゴ類では、薬剤未注入のデイゴ類よりも高い開花率となっており、効果が表れている。

### アメリカ
2005年4月にハワイ州オアフ島で、2006年10月にフロリダ州で侵入が確認された。
ハワイ州では2005年4月にオアフ島のデイゴで確認され、7月にはハワイ島、カウアイ島、マウイ島で、8月にはモロカイ島、10月にはカホオラウェ島で確認された。ハワイには固有種であるハワイデイゴが分布しており、影響が懸念されている。一方で、ハワイ州農務局やハワイ大学熱帯農業人的資源学が2005年から2007年にかけてアフリカで調査を行い、天敵となると思われるカタビロコバチ科の一種 Eurytoma erythrinae を採集した。試験の結果、E. erythrinae は、デイゴヒメコバチに特異的に寄生し、他の昆虫種や植物には影響が見られなかったため、2008年11月に自然界に放たれ、生物的防除が試みられている。2009年にはヒメコバチ科の一種 Aprostocetus nitens を用いた防除試験も開始されている。
北アメリカ大陸で確認されたのはフロリダ州が最初であり、2006年10月に州南部マイアミ・デイド郡にあるマイアミ動物園のデイゴで確認された。その後、アメリカデイゴ、ハワイデイゴ、デイゴ属の一種(E. stricta)に寄生しているのが確認され、さらに何種のデイゴ属に被害を与えているのか、明確になっていない。